# 獨眼畸形
獨眼畸形（英語：cyclopia）是先天畸形的一種，本來2個正常的眼球只剩1個，形成在面部的正中央；鼻子的位置和形狀通常也是異常，甚至沒有形成。患此稀有病症的嬰兒多半是死胎，或是出生不久後即死亡。在人類以外的動物也有病例報告。

## 成因
這是中樞神經系統發育異常的前腦無裂畸形中最嚴重的症狀。胚胎發育初期（懷孕後5-10週），前腦細胞會分裂為2半，形成左、右大腦，此時若發生發育異常大腦就不會分裂。輕則造成智能障礙、運動障礙，重則使面部分裂發育中止，形成獨眼畸形。

## 病症
正常胎兒在眼睛左右分離前，鼻子是在眼睛的上方，雙眼分離後下降至眼睛下方；獨眼畸形則不會移動，維持在眼睛上方，並有可能繼續發育完畢。然而即使鼻子發育成功，也沒有鼻孔，外觀則會呈現類似象鼻的管狀物。
口部及耳朵多半會發育為類似正常胎兒的外觀。由於有著嚴重的智能障礙，視覺則可能不正常，但由於獨眼畸形的胎兒壽命並不長而無法判定。

## 人類外的報告
（一）獨眼畸形山羊存活的報告。
美國愛德華州曾有短時間內出現了多頭的獨眼畸形綿羊的報告，調查的結果為；這些綿羊所食用的加州藜蘆(Veratrum calfornicum)裡有干擾動物細胞分裂活動的物質。此物質之後命名為環杷明，現用於一部分的抗癌劑中。
（二）獨眼畸形豬案例
印尼東努沙登加拉省，當地豬農飼養的豬隻誕下了「單眼單鼻的小豬」，而這隻小豬在出身時引起了當地村民的大量關注，村民們認為是「不詳之兆」。